# Нарзес
Нарзес (умро 574. год.) био је истакнути дворски великодостојник и војсковођа источноримског (византијског) цара Јустинијана I. Нарзес је најбоље остао упамћен као војни заповедник који је у византијску корист окончао 553. године дуготрајни Готски рат.

## Дворски евнух
Нарзес, будући чувени војсковођа, први пут се спомиње 530. године. Прокопије бележи да је управо он у Константинопољу, као царев дворанин, примио двојицу војсковођа који су пребегли из Персије на византијску страну. Обојица су родом били из Парсарменије, области између Асирије, Месопотамије и Кавказа, области некадашње краљевине Јерменије које је Теодосије I препустио Персији 387. године. Прокопије подвлачи да су разговори са пребегарима поверени Нарзесу управо због тога што су у питању били његови земљаци. Сама чињеница да је Нарзес био евнух, кастрирани роб, у науци је изазвала читав низ претпоставки о начину на који је стигао до службе на двору у Цариграду. Рачуна се да је био две до четири године старији од Јустинијана, што би значило да је био рођен између 478. и 480. године. Највероватније је у Римско царство стигао као дечак или младић кога су трговци робљем ухватили и кастрирали како би му подигли цену. Око 530, дакле већ у зрелим годинама, био је сакеларије (sacellarius), достојанственик царске ризнице и на том положају остао је, уз краће прекиде, до 538. године. Истовремено, извори га спомињу као спатарија (spatharius, 532—536?) тј. као заповедника одреда дворске гарде евнуха. 
Догађаји из 532. године, везани за чувени устанак Ника (13-18. јануара) показују да је Нарзес већ био међу најповерљивијим царевим саветницима. Након што је светина изавикала за цара Ипатија, сестрића Анастасија I, Јустинијан је био спреман да побегне из престонице у Малу Азију. Говор његове супруге Теодоре ипак му је повратио храброст, а војсковође Велизар и Мунд су припремиле своје малобројне најамнике за бескомпромисан обрачун са побуњеницима. Али пре удара војске, у зору 18. јануара Нарзес је послат вођама деме Плавих којима је разделио огромне суме новца и подсетио их да би Ипатије могао да настави са Анастасијевом политиком фаворизовања Зелених. Када се царска војска ушуњала на препуни хиподром, жариште устанка, Плави су почели да извикују пароле подршке Јустинијану. Повици Плавих су означили почетак правог масакра пошто су варварски плаћеници навалили на окупљене, док је Нарзес са дворском гардом хватао и убијао оне који су покушали да побегну са хиподрома. Смрт око 30.000 побуњеника означио је дефинитивно учвршћивање Јустинијанове владе, а заједно са њом и оних који су му били најоданији у тешким тренуцима. Међу њима је био и евнух Нарзес. Награда је стигла у виду даљег успона у дворској хијерархији. Нешто пре 538. Нарзес је увршћен у сенаторски сталеж као vir ilustris и уздигнут је на један од најмоћнијих положаја на двору - постао је велики коморник (praepositus sacri cubiculi), нека врста царевог првог саветника.

## Почетак војничке каријере
У међувремену, Јустинијан је почео са амбициозним планом обнове римске власти на Западу. После освајања Вандалске краљевине у Африци, Велизар је послат против Острогота, где је до почетка 538. припојио јужну и средњу Италију Царству. У јуну 538. године у Анкони се искрцао Нарзес са око 7.000 војника. Појачање је било добродошло Велизару, али је са новим војницима стигао и изазов његовом врховном ауторитету. Нарзес је добио подједнако висока овлашћења као далеко прекаљенији војсковођа Велизар. Могуће је да је Јустинијан постао подозрив и да је у Италију намерно послао поузданог и препреденог евнуха као противтежу Велизару. На Нарзесов захтев, Велизар је одустао од првобитног плана ратовања и пристао да ослободи Римини од готске опсаде. По сведочењу присутног Прокопија, успешно разбијање опсаде Риминија, за коју је све похвале побрао Нарзес, означило је почетак ривалитета и неповерљивости између двојице врховних заповедника. У току јесени и зиме 538/9 у врху римске војске је настала прилична смутња. Нарзес, окружен ласкавцима, стално је оспоравао Велизарове планове и намере. Врхунац неслоге био је пад Милана, пошто су војсковође одређене да ослободе опседнути град одбили да крену у акцију без директног Нарзесовог наређења. Случај је поново распламсао ривалство, драгоцено време је потрошено и крајем марта 539. Готи су заузели град и спровели језиву одмазду тако што су побили све мушкарце (300.000 људи?) а жене су као робље предали својим бургундским савезницима. Огорчени Велизар је одмах послао писмо у Цариград, а згрожени цар је из прве руке обавештен о догађајима преко очевица, извесног сенатора Вергенција. Нарзес је опозван из Италије, а Јустинијан није желео да комликује прилике и теже казни виновнике догађаја у Италији. Међутим, после Нарзесовог одласка, Херули су одбили да служе другог команданта и преко Ломбардије и Балкана су кренули назад у Константинопољ. 
По повратку у престоницу, Нарзес је и даље био један од кључних људи у служби Јустинијана и царице Теодоре. У политичким сплеткама и даље се одлично сналазио. Помогао је Теодори и Антонини, Велизаровој жени, да у пролеће 541. сруше моћног преторијанског префекта Јована Кападокијског. Убрзо се поново показао и као способан дипломата и као способан војсковођа. Прилике у Италији су се промениле у готску корист након избора Тотиле за њиховог новог краља и тешке епидемије бубонске куге која је 542. погодила царство. Велизар је 544. поново упућен у Италију, док је Нарзес послат Херулима. Мисија у крајеве северно од данашњег Београда завршила се успешно. Велики број Херула је ступио у царску службу и са Нарзесом отишао у трачке зимовнике. Уз пут, Нарзес је одбио један велики упад Словена и разјаснио једну необичну аферу. Међу Словенима налазио се извесни Ант Хилвуд који је носио исто име и телесно је подсећао на византијског врховног војног заповедника Тракије убијеног 534. године управо у борби са Словенима. На наваљивање Словена, Хилвуд је и сам почео да се издаје за некадашњег римског официра. Крајем 545. Нарзес је отишао Словенима и разоткрио Хилвуда као самозванца, будући да је некада познавао правог војсковођу. Хилвуд је затим одведен у Цариград, где је утамничен. 

## Крај Готског рата
Почетком 549. Велизар је на сопствени захтев повучен из Италије. Иницијатива је препуштена Готима и 549. Тотила је заузео Рим и затим упутио изазов Царству и на мору. Готска флота је опљачкала обалу Далмације, а наредне 550. и Сицилију. Јустинијан је узвратио тако што је 551. именова Нарзеса за врховног војног заповедника Италије. Тачна титула нам није позната, а Нарзес, сада већ старац од седамдесетак година, је поставио услов да цар најзад обезбеди довољно људства и средстава за рат у Италији. У лето 551. Нарзес је прикупљао војску на Балкану и у Салони (данашњем Сплиту) је утврдио свој штаб. Из Салоне 552. евнух је повео војску од неких 15-20 000 људи (по процени историчара данас) коју су чинили сем римских одреда и Лангобарди, Херули, Гепиди, Хуни... Дуготрајан пут је водио преко источне обале Јадрана до Венетије одакле је, користећи понтонске мостове, римска војска прешла реку По, заобилазећи готске заседе. Нарзес је 6. јуна 552. ушао у римско упориште у Равени и ту је окупио локалне римске заповеднике. Затим је кренуо на југ, док је Тотила повео своју војску из Рима очекујући отворену битку. До сусрета је дошло код градића Тагине у Умбрији крајем јуна 552. године. Нарзес је водио бројнију војску и показао се бољим стратегом од остроготског краља. Против готске коњице је употребио веште стрелце и непомични зид копљаника, а предвече је остатке готске војске растерао својом коњицом. Око 6.000 Гота је страдало, а Тотила се, смртно рањен, повукао у току ноћи са бојног поља. 
Непосредно након битке Нарзес је отпустио непоуздане Лангобарде, богато их исплатио и уз пратњу царске војске их послао назад у Панонију. Са друге стране, Остроготи су у Тицину изабрали храброг војсковођу Теју за новог краља. Нарзес је одмах кренуо на југ и градови, укључујући и Рим, предавали су му се без великог отпора. Када је византијска војска кренула на Куму, где се налазила готска краљевска ризница, Теја је из Ломбардије повео своју војску, појачану франачким одредима, у покушају да одбије опсаду. Заобишавши царске одреде, Теја је са својом војском избио на јужну обалу Напуљског залива, одакле је покушао да бродовима пређе у Куму. Међутим, готска флота је прешла на страну царских снага и Нарзес је натерао Теју да се повуче у планинска беспућа Mons Lactarius-а (Млечних планина). Најзад, гладни и очајни Готи су у једном тренутку сишли са планине и изненадили утврђену царску војску. Битка код Монс Лактарија је вођена негде између октобра 552. и фебруара 553. године. Првог дана битке Теја је убијен, а другог дана готска војска је потпуно потучена. Групици преживелих Нарзес је дозволио да однесу са собом тело свог последњег краља и заувек напусте Италију.
Нарзес је после годину дана опсаде заузео Куму и друга готска утврђења, али је тек пад Вероне 20. јула 561. означио и предају последњег готског упоришта. Готски рат је окончан, али је Италија тешко опустошена, а нова искушења су тек следила.

## Намесник Италије
Пошто је главнина готске војске поражена, Нарзес се окренуо покоравању градова у Етрурији. Метеж који је владао у Италији већ деценијама сада је привукао једног од агресивнијих суседа, Франке из Аустразије. Под вођством двојице аламанских поглавара, браће Бутилина и Леутара, варварска војска од наводно 75.000 људи је упала у Италију 553. године. За то време Нарзес је опседао град Луку. Житељи града су пристали да дају таоце и предају град после месец дана уколико им не стигне помоћ од Франака. Када је рок истекао, град је одбио да се преда, па га је у септембру 553. византијски војсковођа поново опсео. Војска коју је Нарзес послао на север да успори Франке доживела је неугодан пораз код Парме, коју је затим заузео Бутилин. Са друге стране, царска војска је ушла у Луку после три месеца опсаде након што је Нарзес поступио дипломатски и грађанима вратио њихове рођаке, некажњене због њиховог вероломства. У току зиме евнух је прикупљао војску у Риму, док се у пролеће 554. франачко-аламанска војска поделила на два дела. Већи део варварске војске, под командом Бутилина, кренуо је на југ Италије низ тиренску обалу, док је његов брат Леутар кренуо јадранском обалом. Леутар је био нешто мање амбициозан, изгледа да га је више интересовала пљачка и лов на робове. Већ у току лета кренуо је на повлачење из Италије, али је упао у замку царског гарнизона из Пезара. Ту је изгубио све ратне заробљенике и већи део плена, а затим је умро од дизентерије у близини Вероне. Што се Бутилина тиче, изгледа да је аламански војсковођа на своју страну привукао разбацане групице Острогота и покушао да се наметне за њиховог краља. Бутилин се стога утврдио у Капуи. Располагао је, по процени историчара Агатије са 30.000 ратника, а Нарзес са 18.000 људи. У крвавој бици код Капуе готово читава Бутулинова војска је уништена заједно са својим вођом. Нарзес је затим отишао у Рим, где му је приређен тријумф, први од 404. године, али и последњи одржан у Вечном граду. Нарзес се, по традицији, возио у четворопрегу, а следила га је шаролика војска, римска само по имену. Уместо богатог плена, ношена је ратна опрема заробљена од Гота, Франака и Аламана, а поворка је ишла до базилике св. Петра где се победоносни војсковођа помолио на апостоловом гробу. 
О преосталим годинама Нарзесовог живота знамо само посредно. Италија је устројена у префектуру и новопостављени префект је изгледа био задужен за административне послове док је Нарзес са релативно скромном титулом патрикија остао и даље врховни цивилни и војни намесник у име цара. Византијски управни апарат у Италији по свој прилици није демилитаризован. Нарзес је затим повукао неколико важних потеза по Јустинијановом налогу. У Италији је спроведена Прагматична санкција (15. август 554), којом су потврђени закони свих готских краљева пре Тотиле. Овом мером цар је вратио одузету земљу римским велепоседницима чија је подршка била неопходна новом режиму. Италија је, по узору на античка времена, подељена на 13 провинција, али су праву власт држале дуке, тј. војни намесници размештени у већим градовима. У самом Риму, који је изабрао за своје пребивалиште, Нарзес је помогао обнову и изградњу неколико цркава, градских бедема и најзад, подигао је једини мост на Тибру, Pons Salarius, пошто је претходне Тотила порушио током рата. По каснојој традицији, Нарзес је подржао петицију којом је италско свештенство затражило да Јустинијан пусти папу Вигилија да се врати из Цариграда. Вигилије је најзад ослобођен, али је умро током пута кући. Оно што је сигурно је да је Нарзес присуством војске омогућио постављање Јустинијановог фаворита, Пелагија I (556-61) на место наследника св. Петра. 
Најпосле, 13. новембра 565. Јустинијан је умро. У Цариграду га је наследио плаховити сестрић Јустин II. И савременицима се чинило да наступа ново доба. Од најближих Јустинијанових сарадника, у животу је још остао само Нарзес, сада у поодмаклој старости од нешто преко осамдесет година. Италију је сада мучила куга, а на вест о царевој смрти, Херули, до тада лојални Нарзесу, су се неуспешно побунили. Поред тога, Нарзесова ефикасна администрација изгледа да није одговарала интересима локалне аристократије која је од Јустина затражила да смени старог евнуха. Изгледа да је Нарзес отпуштен из службе 568. године и преселио се у Напуљ, одакле је требало да крене пут Цариграда и пред царем одговори на оптужбе. Међутим, у априлу 568. око 200.000 Лангобарда је ушло из Паноније у Италију, намеравајући да се насели на Апенинском полуострву. По жељи папе Јована III, Нарзес се вратио у Рим где је само његово присуство имало велики морални значај. Ипак, Лангобарди су у току неколико година населили унутрашњост Апенинског полуострва и тако уништили резултате тешког Готског рата. По каснијим изворима (Павле Ђакон, Константин VII Порфирогенит...) Нарзес је отпуштен због личног сукоба са царицом Софијом, супругом Јустина II, којој се осветио тако што је позвао лангобардског краља Албоина да нападне Италију.
Нарзес је преминуо у Риму у својој 95. години, највероватније 574. године. Његове кости пренесене су у Цариград а затим су их Јустин и његов савладар Тиберије II Константин сахранили у монофизитском манастиру у Битинији, чији је ктитор био сам Нарзес.
Према изворима, Нарзес је био низак, али, како Прокопије додаје, неуобичајно храбар и енергичан за евнуха. Прокопије, иако Велизаров пратилац, чак и у својој Тајној историји нема ружне речи за Нарзеса. По Агатији, као војсковођа увек се владао смирено и рационално, никада јаросно. Извори потенцирају и његову побожност и нарочиту посвећеност култу Богородице. Међутим, иако се не спомиње његово конкретно нагињање монофизитизму, о томе се може закључити индиректно из списа Јована Ефешког. У својој задужбини у Битинији Нарзес је населио монофизитске калуђере протеране из Кападокије. Као евнух, Нарзес свакако није био омиљен у ширим круговима. Као дворанин био је вредан слуга Јустинијана и Теодоре, а временом је, иако без формалног образовања и искуства, постао водећи војсковођа Царства, свакако један од највећих у римско-византијској историји.